# Dick Tracy (film 1945)
Dick Tracy è un film del 1945 diretto da William Berke. Si tratta del primo dei quattro film della serie cinematografica dedicata al personaggio di Dick Tracy, che si concluderà nel 1947 con il film Dick Tracy e il gas misterioso.

## Trama
All'ombra delle tenebre notturne, un pazzo omicida, noto come "Lo sfregiato" semina il terrore in città, facendo strage di innocenti, dopo averli ricattati. L'infallibile Dick Tracy si mette sulle sue tracce, scoprendo che la serie di omicidi è legata a misteriosi personaggi, vincolati ai mostruosi delitti ad opera de "lo sfregiato"...

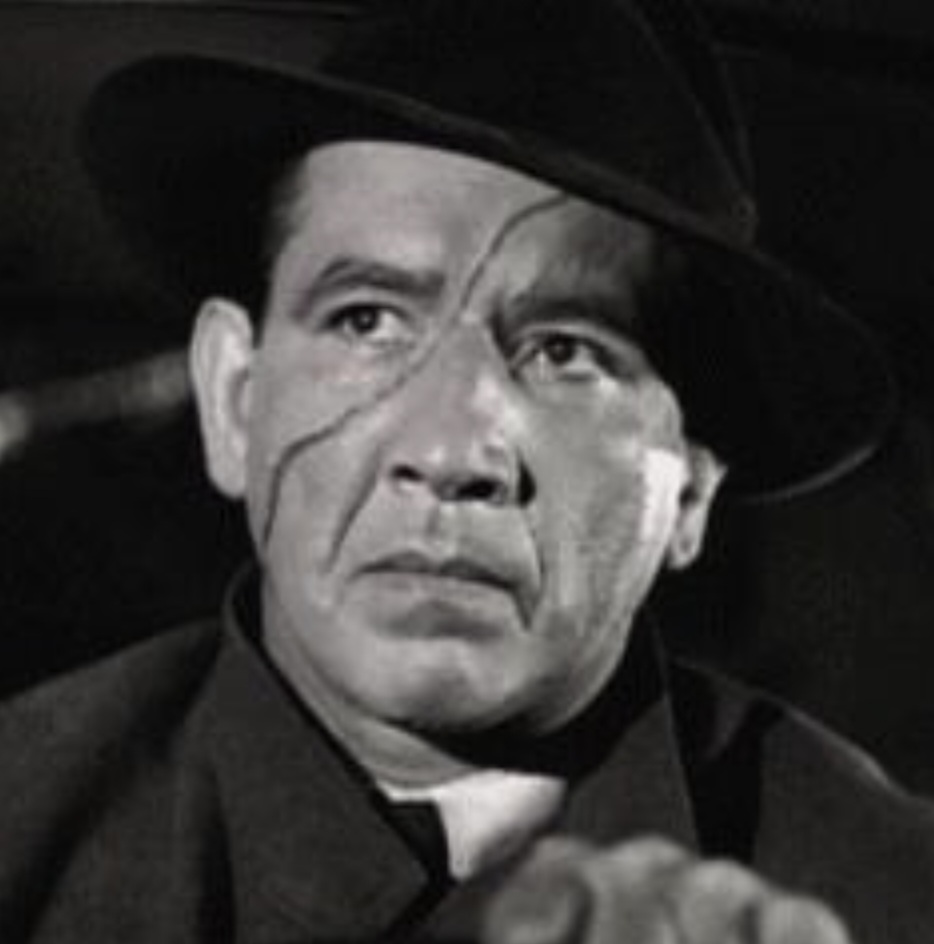
Mike Mazurki
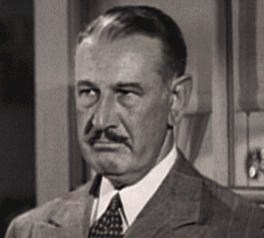
Morgan Wallace
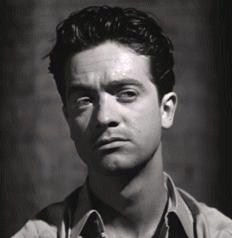
Tommy Noonan

## Produzione
Nel corso del 1937, la casa di produzione cinematografica Republic Pictures realizzò un serial di 15 episodi per il cinema intitolato Dick Tracy, diretto da Ray Taylor e Alan James.

## Distribuzione
L'edizione italiana uscì nei cinema con il titolo originale Dick Tracy.
Tutta la serie dei quattro film in Europa è stata proposta raramente sul piccolo schermo. In Italia la prima trasmissione risale al 1997.

## Sequel
- Dick Tracy contro Cueball (Dick Tracy vs. Cueball), regia di Gordon Douglas (1946)
- Il dilemma di Dick Tracy (Dick Tracy's Dilemma), regia di John Rawlins (1947)
- Dick Tracy e il gas misterioso (Dick Tracy Meets Gruesome), regia di John Rawlins (1947)